# Lista arhiepiscopilor de München și Freising
- Korbinian (723-730)

- Organizarea episcopală în Bavaria prin Bonifatius (739)

- Erembert (739-747/748)
- Joseph von Verona (747/748-764)
- Arbeo (764-783/784)
- Atto (783/784-810/811)
- Hitto (810/811-834/835)
- Erchanbert (835/836-854)
- Anno (854/855-875)
- Arnold (875-883)
- Waldo (883/884-903/906)
- Utto (904/906-907)
- Dracholf (907-926)
- Wolfram (926-937)
- Lantbert (937/938-957)
- Abraham (956/957-993/994)
- Gottschalk (994-1005/1006)
- Egilbert von Moosburg (1005/1006-1039)
- Nitker (1039-1052)
- Ellenhard (1052-1078)
- Meginward (1078-1098)
- Heinrich I. (1098-1137)
- Otto I de Freising (1137-1158)
- Albert I. von Harthausen (1158-1184)
- Otto II. von Berg (1184-1220)
- Gerold von Waldeck (1220-1230)
- Konrad I. von Tölz und Hohenburg (1230-1258)
- Konrad II., Wildgraf (1258-1278/1279)
- Friedrich von Montalban (1279-1282)
- Emicho, Wildgraf von Wittelsbach (1282-1311)
- Gottfried von Hexenagger (1311-1314)
- Konrad III. der Sendlinger (1314-1322)
- Johannes I. Wulfing (1323-1324)
- Konrad IV. von Klingenberg (1324-1340)
- Johannes II. Hake (1340-1349)
- Albert II. von Hohenberg (1349-1359)
- Paul von Jägerndorf (1359-1377)
- Leopold von Sturmberg (1377-1381)
- Berthold von Wehingen (1381-1410)
- Konrad V. von Hebenstreit (1411-1412)
- Hermann Graf von Cilli  (1412-1421)
- Nikodemus della Scala (1421/1422-1443)
- Heinrich II. Schlick (1443-1448)
- Johannes III. Grünwalder (1448-1452)
- Johann IV. Tulbeck (1453-1473)
- Sixtus von Tannberg (1473-1495)
- Ruprecht von der Pfalz (1495-1498)
- Philipp von der Pfalz (1498-1541)
- Heinrich II. von der Pfalz (1541-1552)
- Leo Lösch von Hilkertshausen (1552-1559)
- Moritz von Sandizell (1559-1566)
- Ernst von Bayern (1566-1612)
- Stephan von Seiboldsdorf (1612-1618)
- Veit Adam von Gepeckh (1618-1651)
- Albrecht Sigismund von Bayern (1651/1652-1685)
- Joseph Clemens von Bayern (1685-1694)
- Johann Franz Eckher von Kapfing und Liechteneck (1694/1695-1727)
- Kardinal Johann Theodor von Bayern (1727-1763)
- Clemens Wenzeslaus von Sachsen (1763-1768)
- Ludwig Joseph Freiherr von Welden (1768-1788)
- Maximilian Prokop von Toerring-Jettenbach (1788-1789)
- Joseph Konrad Freiherr von Schroffenberg (1789-1803)
- Joseph Jakob von Heckenstaller (1803-1818)

- Ridicarea la rangul de arhiepiscopie

- Lothar Anselm Freiherr von Gebsattel (1821–1846)
- Karl August Graf von Reisach (1846–1856)
- Gregor von Scherr (1856–1877)
- Antonius von Steichele (1878–1889)
- Antonius von Thoma (1889–1897)
- Franz Joseph von Stein (1898-1909)
- Franziskus von Bettinger (1909-1917)
- Michael von Faulhaber (1917-1952)
- Joseph Wendel (1952-1960)
- Julius Döpfner (1961-1976)
- Joseph Ratzinger (1977-1982), din 19 aprilie 2005 papă sub numele Benedict al XVI-lea
- Friedrich Wetter (1982-2007; administrator apostolic din 2 februarie 2007 până în 2 februarie 2008)
- Reinhard Marx (din 2008)